# Picrato de chumbo
Picrato de chumbo, ou sal de chumbo do ácido pícrico, é um composto químico de fórmula PbO-C6H2(NO2)3 (ou PbC6H2N3O7), apresentando-se como um pó amarelo. É um explosivo obtido pela adição de ácido pícrico a óxido de chumbo (II).
C6H3N3O7(aq) + PbO(s) → PbC6H2N3O7(s).
Possui explosividade mais baixa que a do ácido pícrico (os picratos metálicos possuem entre 48 e 78% da explosividade do ácido pícrico puro), mas sua sensibilidade é muito maior, decrescendo de acordo com o peso atômico do metal no sal.